# Christian Sinding
Christian Sinding (Kongsberg, 1856. január 11. – Oslo, 1941. december 3.) norvég zeneszerző.

## Élete és művei
1874-77 között a lipcsei konzervatórium hallgatója. 1880-tól 1882-ig Drezdában, Münchenben és Berlinben képezte tovább magát, ezután Amerikában, majd a norvégiai Oslóban működött. Műveire a norvég népzene is hatással volt. Főbb kompozíciói: 3 szimfónia, 5 opera, zongora- és hegedűverseny, kamarazene, hegedűszonáták és szvitek, zongoraművek, dalok. Nagyon elterjedt darabja a Frühlingsrauschen.